# お血脈

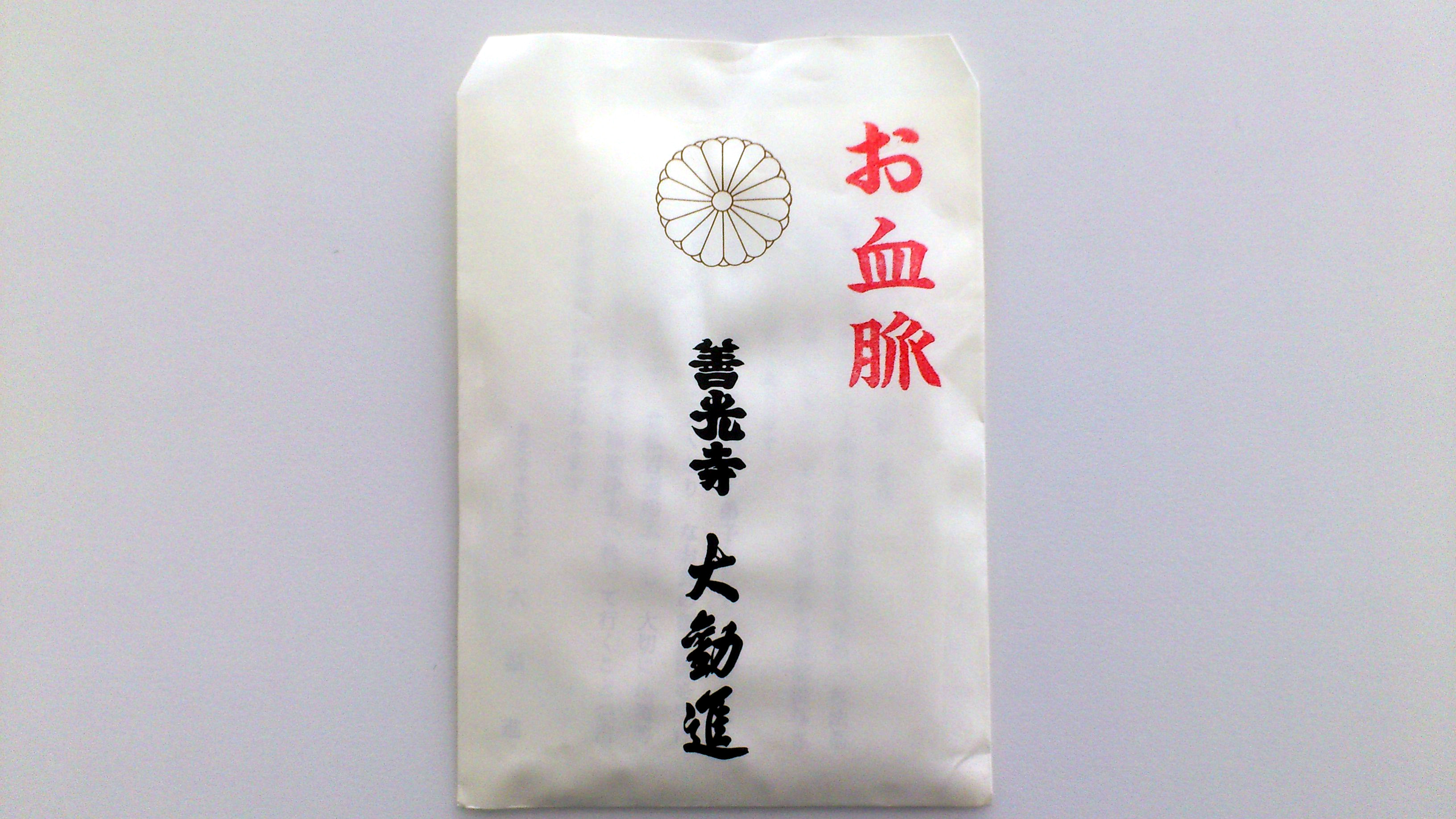
落語に登場する「お血脈」

お血脈（おけちみゃく）は、古典落語の演目。別題に血脈、上方落語では骨寄せ、善光寺骨寄せ。物語の本筋は短いため、前半部は舞台となる信濃国善光寺の由来を語ることで一席としている。
上方落語における別題の骨寄せ（こつよせ）は、死者の骨を集めて蘇らせる歌舞伎の用語に由来する（『加賀見山再岩藤』など）。これは上方において、実際に歌舞伎における骨寄せの演出を導入したからである。ほとんど演じ手がなかったが、昭和期に2代目桂歌之助によって再現され、弟子の3代目桂歌之助に伝えられた。

## あらすじ
まず、信濃国善光寺の由来が語られ（善光寺縁起）、寺には「お血脈」と呼ばれる、どんな罪を犯しても、額に押すと極楽浄土へ行くことが約束される印判のことが説明される。
「お血脈」の大流行にともない、死者はほとんど極楽往生するようになり、地獄は不景気となる。困った閻魔大王は鬼たちを集めて相談し、寺から「お血脈」を盗み出すことになった。そこで地獄にいる有名な泥棒である石川五右衛門を呼び出し、話を聞いた五右衛門は「見事盗んで見せましょう」と請け負う（この時、五右衛門は歌舞伎に由来して過剰に演技掛かって演じられる）。
娑婆へ蘇った五右衛門はさっそく善光寺に侵入すると、「お血脈」の入った箱を見つけ出す。箱の中にはさらに箱があり、次々に開けていってようやく「お血脈」を発見する。五右衛門は喜びのあまり、歌舞伎の『有職鎌倉山』に登場する泥棒・権平のノリで「ありがてえ、かたじけねえ」と、「お血脈」を持った手で額を押してしまう。
ここで五右衛門自身が極楽へ行ってしまったと演者が語って噺は終わる。

## 翻案

### お血脈（1989年の映画）
1989年製作の日活映画作品。監督は藤浦敦で、桂文治が出演した。

### おけちみゃく（2018年の映画）
2018年制作の日本映画。配給はカエルカフェで、監督は秋原北胤。
地獄行きの罪人が減った原因が「おけちみゃく」にあると突き止めた閻魔大王（ベンガル）。彼は以前に釜茹で地獄へと送った大盗賊・石川五右衛門（和泉元彌）と、天下人・豊臣秀吉（綾田俊樹）の2人を過去の現世に蘇らせ、甲斐善光寺から「おけちみゃく」を奪取するよう命じる。